# Puya parviflora
Puya parviflora är en gräsväxtart som beskrevs av Lyman Bradford Smith. Puya parviflora ingår i släktet Puya och familjen Bromeliaceae. IUCN kategoriserar arten globalt som starkt hotad.
Artens utbredningsområde är Ecuador. Inga underarter finns listade i Catalogue of Life.